# Ehrenfried Walther von Tschirnhaus
Ehrenfried Walther von Tschirnhaus ou Tschirnhauß (de; 10 de abril de 1651 – 11 de outubro de 1708) foi um matemático, físico, médico e filósofo alemão. Ele introduziu a Transformação de Tschirnhaus e é considerado por alguns como o inventor da porcelana europeia, uma invenção por muito tempo atribuída a Johann Friedrich Böttger, embora outros afirmem que a porcelana já havia sido fabricada por manufaturas inglesas em data ainda anterior.

## Biografia
Von Tschirnhaus nasceu em Kieslingswalde (atual Sławnikowice no oeste da Polônia) e faleceu em Dresden, na Saxônia.

## Educação
Von Tschirnhaus frequentou o Ginásio em Görlitz. Posteriormente, estudou matemática, filosofia e medicina na Universidade de Leiden. Viajou consideravelmente pela França, Itália e Suíça, e serviu no exército da Holanda (1672–1673). Durante suas viagens, conheceu Baruch de Spinoza e Christiaan Huygens nos Países Baixos, Isaac Newton na Inglaterra e Gottfried Wilhelm Leibniz (com quem manteve correspondência por toda a vida) em Paris. Tornou-se membro da Academia Real de Ciências em Paris.

## O matemático

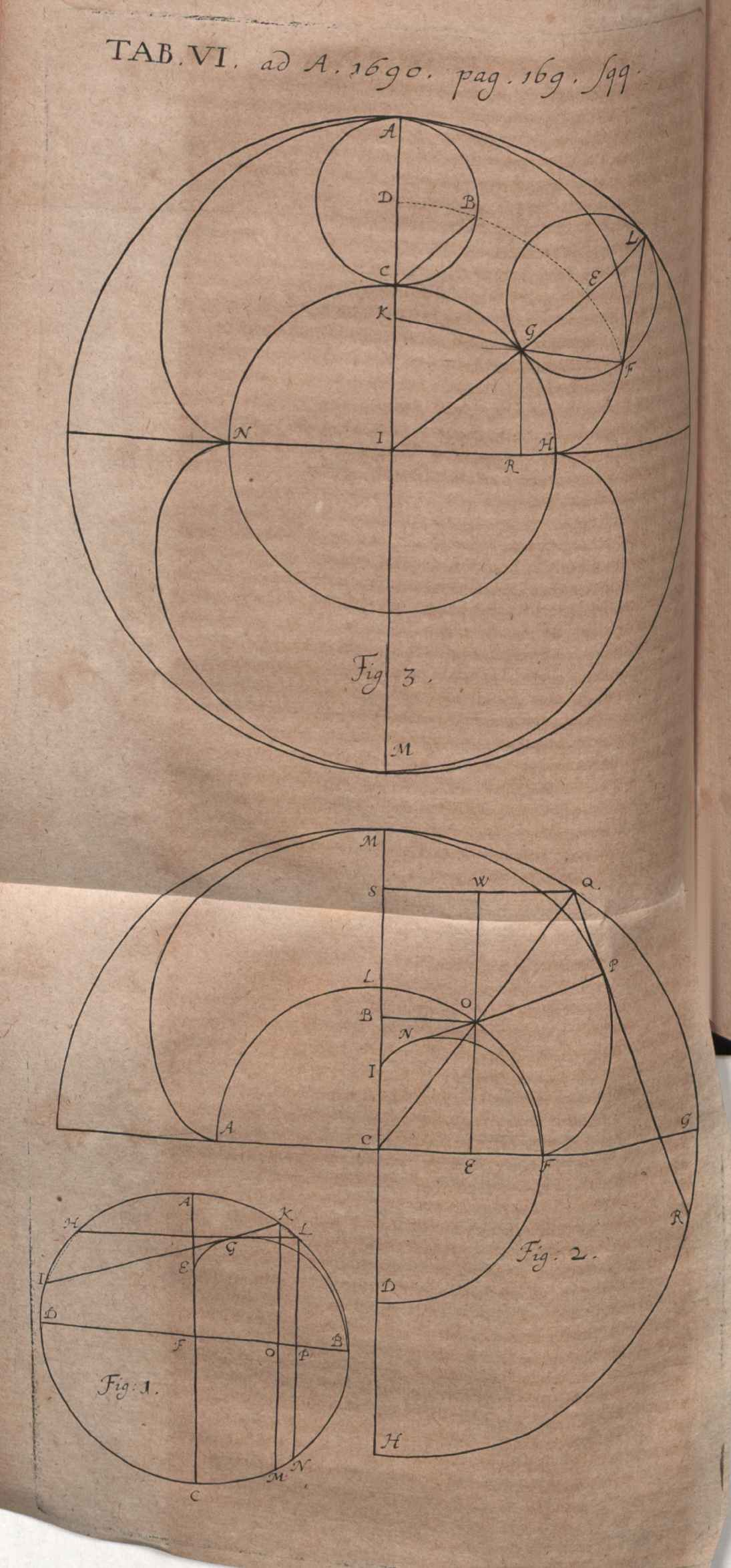
Ilustração do Acta Eruditorum, 1690

A Transformação de Tschirnhaus, pela qual ele removeu certos termos intermediários de uma dada equação algébrica, é bem conhecida. Foi publicada na revista científica Acta Eruditorum em 1683.
Em 1682, Von Tschirnhaus elaborou a teoria das catacáusticas e mostrou que elas eram retificáveis. Este foi o segundo caso em que a envoltória de uma linha em movimento foi determinada. Uma das catacáusticas da parábola ainda é conhecida como cúbica de Tschirnhausen.
Em 1696, Johann Bernoulli propôs o problema da braquistócrona aos leitores do Acta Eruditorum. Tschirnhaus foi um dos apenas cinco matemáticos a submeter uma solução. Bernoulli publicou essas contribuições (incluindo a de Tschirnhaus) junto com a sua própria na revista em maio do ano seguinte.
Von Tschirnhaus produziu vários tipos de lentes e espelhos, alguns dos quais estão expostos em museus. Ele ergueu uma grande fábrica de vidro na Saxônia, onde construiu lentes de aumento de perfeição incomum e realizou seus experimentos (1687–1688).
Seu trabalho Medicina mentis sive artis inveniendi praecepta generali (1687) combina métodos de dedução com empirismo e o mostra filosoficamente conectado ao Iluminismo.

## Filosofia
Tschirnhaus foi por muitos anos esquecido como filósofo, e os estudos que tratam do assunto frequentemente discutem a conexão de Tschirnhaus com outros filósofos e cientistas da época. Durante seu tempo na Universidade de Leiden, ele iniciou correspondência com Spinoza e mais tarde também com Leibniz. Tschirnhaus foi um dos primeiros a receber uma cópia da obra-prima de Spinoza, Ética; acredita-se que a cópia agora na Biblioteca do Vaticano, a única cópia pré-publicação existente, pode ter sido de Tschirnhaus. Em sua correspondência com Spinoza, que foi preservada, ele levanta várias objeções a algumas das afirmações na Ética, como o que exatamente constitui as causas infinitas imediatas dos atributos.

## Inventor da porcelana
Depois de retornar à Saxônia, von Tschirnhaus iniciou experimentos sistemáticos, usando misturas de vários silicatos e argilas em diferentes temperaturas para desenvolver a porcelana, que na época estava disponível apenas como uma importação cara da China e do Japão. Já em 1704, ele mostrou "porcelan" ao secretário de Leibniz. Ele propôs o estabelecimento de uma fábrica de porcelana a Augusto II da Polônia, Eleitor da Saxônia, mas foi recusado. Também em 1704, von Tschirnhaus tornou-se supervisor de Johann Friedrich Böttger, um alquimista de dezenove anos que alegava ser capaz de fazer ouro. Böttger apenas relutantemente e sob pressão começou a participar do trabalho de Tschirnhaus em 1707. O uso de caulim (de Schneeberg, Saxônia) e alabastro avançou o trabalho, de modo que Augusto II o nomeou diretor da fábrica de porcelana que pretendia estabelecer. O Eleitor ordenou o pagamento de 2.561 táleres a von Tschirnhaus, mas o destinatário solicitou adiamento até que a fábrica estivesse produzindo. Quando Von Tschirnhaus morreu repentinamente, em 11 de outubro de 1708, o projeto foi interrompido.
Três dias após a morte de Von Tschirnhaus, houve um roubo em sua casa e, de acordo com um relatório de Böttger, um pequeno pedaço de porcelana foi roubado. Esse relatório sugere que o próprio Böttger reconheceu que Von Tschirnhaus já sabia como fazer porcelana, uma evidência chave de que Von Tschirnhaus e não Böttger foi o inventor. O trabalho foi retomado em 20 de março de 1709, altura em que Melchior Steinbrück havia chegado para avaliar o espólio do falecido, que incluía as anotações sobre como fazer porcelana, e havia se encontrado com Böttger. Em 28 de março de 1709, Böttger foi a Augusto II e anunciou a invenção da porcelana. Böttger agora foi indicado para dirigir a primeira manufatura europeia de porcelana. Steinbrück tornou-se inspetor e casou-se com a irmã de Böttger.
Testemunhos contemporâneos de pessoas conhecedoras indicam que Tschirnhaus inventou a porcelana. Em 1719, por exemplo, Samuel Stölzel da fábrica de porcelana de Meissen foi a Viena com a receita ainda secreta e confirmou que havia sido inventada por Von Tschirnhaus e não por Böttger. Nesse mesmo ano, o Secretário Geral da fábrica de Meissen também indicou que a invenção não era de Böttger "mas do falecido Herr von Tschirnhaus[,] cuja ciência escrita" foi entregue a Böttger "pelo inspetor Steinbrück." No entanto, o nome de Böttger ficou intimamente associado à invenção.

## Obras
Sua principal obra foi a Medicina Mentis (metodologia e epistemologia). A obra, escrita a partir de 1682 e publicada em Amsterdã em 1686/87, foi duramente atacada por Christian Thomasius por sua proximidade com Spinoza em termos de conteúdo. Outros tratados científicos foram publicados no Leipzig "Acta eruditorum" e nas memórias da Academia de Paris.

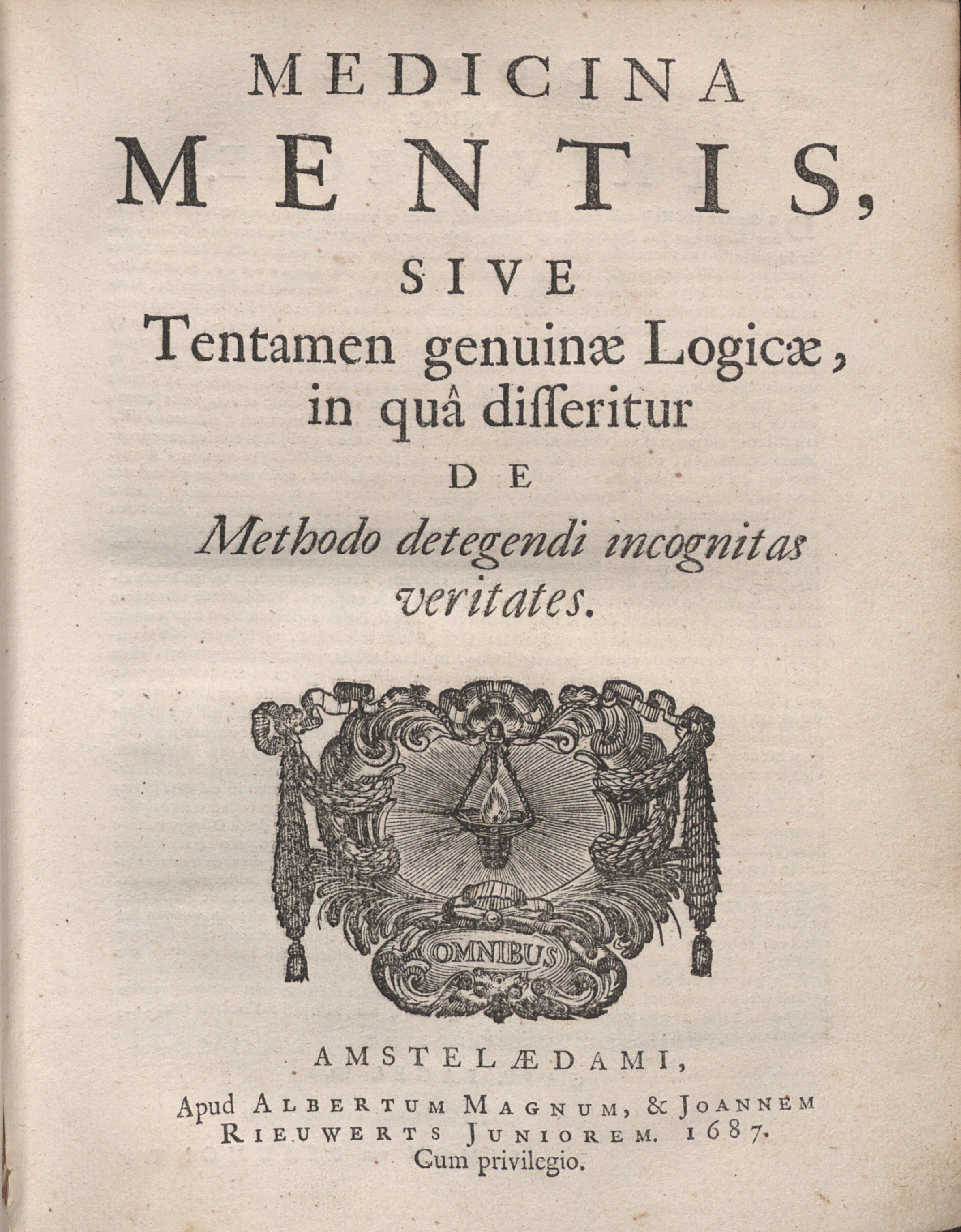
Medicina mentis, 1687

- Traité de l’art de polir les verres. Depois de 1676
- Medicina mentis et corporis. 1ª parte dedicada a Luís XIV. Amsterdã 1686.
- Medicina mentis. Amsterdã 1687.
- Medicina mentis et corporis. Tradução para o holandês por Ameldonck Block, Amsterdam 1687.
- Medicina mentis. Tradução para o holandês por A. Block, Amsterdam, 1687. Nova tradução alemã Barth, Leipzig 1963 por Haussleiter (com biografia)
- Medicina Mentis, Sive Artis Inveniedi Praecepta Generalia. J. Thomas Fritsch, Leipzig 1695 (online – Internet Archive).
- Medicina Corporis Seu Cogitationes Admodum Probabiles de Conservanda Sanitate. J. Thomas Fritsch, Leipzig 1695, reimpressão (com Medicina Mentis 1695) Olms, Hildesheim 1964.
- Entretiens sur la pluralité des mondes. editado por Wolfgang Bernhard von Tschirnhaus. Hanover 1727. (Cópia digital e texto completo no Arquivo de Texto Alemão)
- Getreuer Hofmeister auf Academien und Reisen. Hrsg. v. Wolfgang Bernhard von Tschirnhaus. Hannover 1727. (Digitalisat und Volltext im Deutschen Textarchiv)

Uma edição fac-símile do Guia Completo para Ciências Úteis, 4ª ed. Frankfurt e Leipzig 1729, apareceu em 1967 por Frommann, Stuttgart-Bad Cannstatt (ed. e introdução E. Winter).

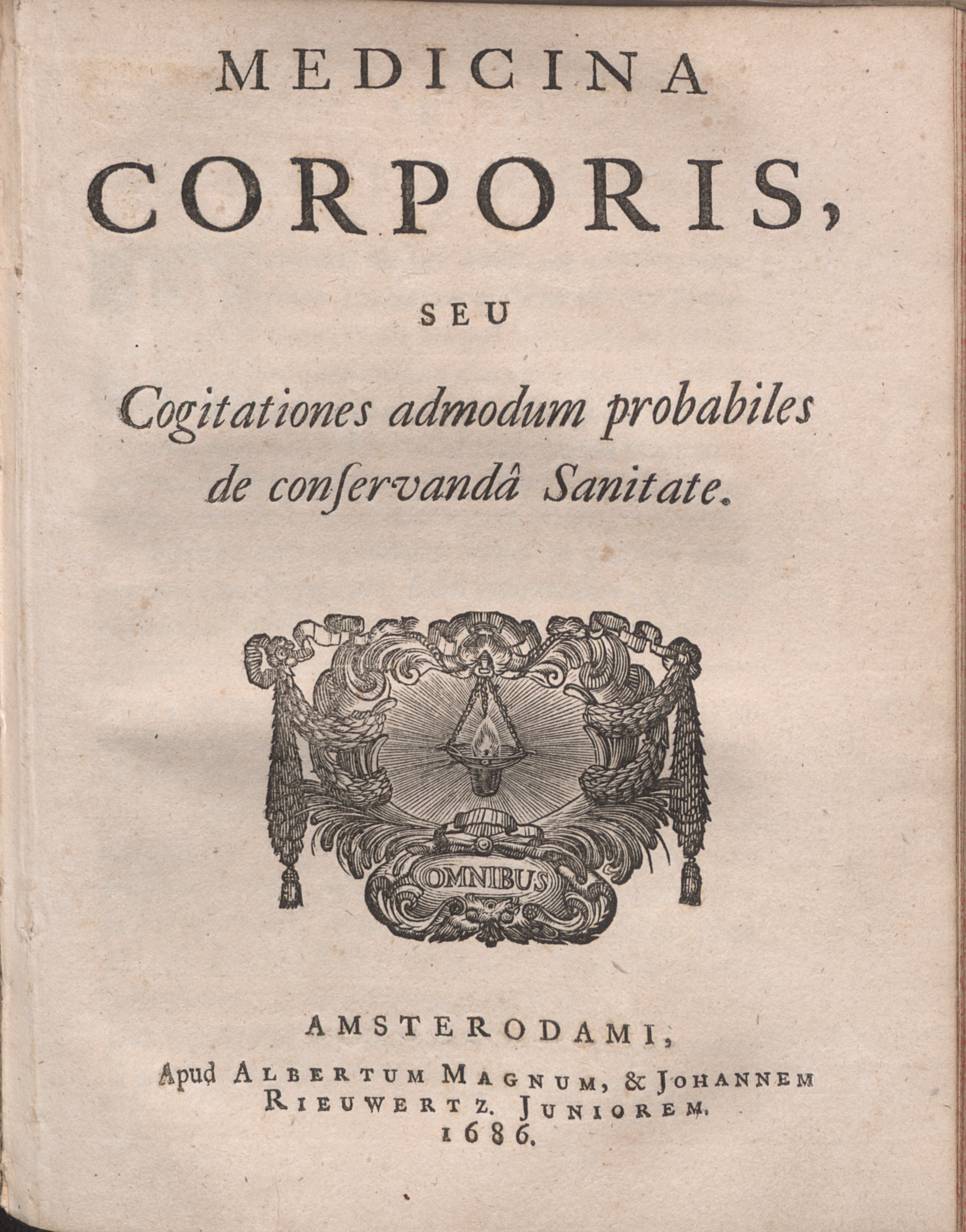
Medicina corporis, 1686

Uma edição completa de seus escritos foi publicada pela Saxon Academy of Sciences desde 2000 (editor: E. Knobloch, editado por: Mathias Ullmann, entre outros).